# Valore p
In statistica inferenziale, in particolare nei test di verifica d'ipotesi, il valore p, o p-dei-dati (dall'inglese p-value), o anche livello di significatività osservato, è la probabilità, per una ipotesi supposta vera (detta ipotesi nulla), di ottenere risultati ugualmente o meno compatibili di quelli osservati durante il test, con la suddetta ipotesi. In altri termini, il valore p aiuta a capire se la differenza tra il risultato osservato e quello ipotizzato è dovuta alla casualità introdotta dal campionamento, oppure se tale differenza è statisticamente significativa, cioè difficilmente spiegabile mediante la casualità dovuta al campionamento. L'utilizzo del valore p nei test di ipotesi è comune in molti campi di ricerca come fisica, economia, finanza, scienze politiche, medicina, psicologia, biologia, criminologia e sociologia.

## Livello di significatività

La coordinata verticale è la densità di probabilità di ciascun risultato, calcolata supponendo vera l'ipotesi nulla. Il valore p è l'area sottesa dalla curva a partire dal dato osservato.

Quando si effettua un test d'ipotesi si fissa un'ipotesi nulla e un valore soglia α (per convenzione di solito 0,05) che indica il livello di significatività del test. Calcolato il p-value relativo ai dati osservati è possibile comportarsi come segue:
- se valore p > α l'evidenza empirica non è sufficientemente contraria all'ipotesi nulla che quindi non può essere rifiutata;
- se valore p ≤ α l'evidenza empirica è fortemente contraria all'ipotesi nulla che quindi va rifiutata. In tal caso si dice che i dati osservati sono statisticamente significativi.

Tuttavia se valore p ≈ α, cioè è vicino al valore soglia, è necessaria attenzione. Il valore p viene utilizzato per fornire maggiori informazioni su un test rispetto all'accettazione o al rifiuto per un certo livello di significatività. Per questo le analisi statistiche devono sempre riportare il valore del p-value osservato permettendo ai lettori di trarre le proprie conclusioni.
Per condurre un test statistico è importante fissare il livello di significatività (indicato di solito con la lettera greca α, alfa) prima di calcolare il valore p. Se il valore p venisse calcolato per primo, lo sperimentatore saprebbe quali valori per quel livello di significatività conducono ad accettare o rigettare l'ipotesi nulla, e potrebbe scegliere il livello in funzione del risultato desiderato.

## Definizione
Sia {\displaystyle H} l'ipotesi che il valore {\displaystyle x} dei dati osservati sia estratto da una certa variabile aleatoria {\displaystyle X} nota. Il p-value è definito come la probabilità, supposta l'ipotesi {\displaystyle H}, di ottenere un risultato (dai dati osservati) uguale o "più estremo" di quello effettivamente osservato. Cosa si intende con "più estremo" precisamente, dipende dal tipo di test che si intende effettuare. Se il test è bilaterale allora i risultati più estremi sono i valori di {\displaystyle X} per cui {\displaystyle \{X\leq x\}} oppure {\displaystyle \{X\geq x\}}. Se il test è unilaterale destro allora i risultati più estremi sono i valori di {\displaystyle X} per cui {\displaystyle \{X\geq x\}}. Se il test è unilaterale sinistro allora i risultati più estremi sono i valori di {\displaystyle X} per cui {\displaystyle \{X\leq x\}}. Quindi il p-value è dato da:
- {\displaystyle Pr(X\geq x\mid H)} per test unilaterali destri;
- {\displaystyle Pr(X\leq x\mid H)} per test unilaterali sinistri;
- {\displaystyle 2\min\{Pr(X\leq x\mid H),Pr(X\geq x\mid H)\}} per test bilaterali.

Più il valore del p-value è piccolo, più è grande la significatività poiché il risultato ci dice che l'ipotesi {\displaystyle H} considerata non spiega adeguatamente i dati osservati, cioè è poco credibile che il valore osservato sia stato effettivamente estratto dalla variabile aleatoria {\displaystyle X}.

## Esempio
Sia, ad esempio, 0,03 il valore p di un test. Il test condotto con un livello di significatività di 0,05 induce allora a rifiutare l'ipotesi nulla, mentre lo stesso test condotto con un rischio di errore di 0,02 induce a non rifiutare l'ipotesi nulla. La conclusione "il valore p è 0,03" contiene più informazioni delle sole "ipotesi rifiutata con significatività 0,05" o "non rifiutata con significatività 0,02".

## Errori comuni
Ci sono diversi errori comuni riguardanti l'uso del p-value.
- Il p-value non è la probabilità che l'ipotesi nulla sia vera o la probabilità che l'ipotesi nulla sia falsa. Non è connesso con nessuna delle due.
- Il p-value non è la probabilità che un'osservazione sia un caso. Il calcolo del p-value è basato sull'ipotesi che ogni osservazione è un caso, un risultato aleatorio. Con la frase "il risultato è dovuto al caso" si intende di solito che l'ipotesi nulla è probabilmente corretta, ma ricordiamo che il p-value non può essere usato per rappresentare la probabilità che un'ipotesi sia vera.
- Il p-value non è la probabilità di rifiutare l'ipotesi nulla quando questa è vera.
- Il p-value non è la probabilità che replicando l'esperimento si otterrebbe la stessa conclusione. Per quantificare la replicabilità di un esperimento è stato introdotto il concetto di p-rep.
- Il livello di significatività α non è determinato dal p-value. Il livello di significatività è deciso dalla persona che conduce l'esperimento prima di vedere i dati.